# Bealo
Bealo (llamada oficialmente San Pedro de Bealo) es una parroquia y aldea española del municipio de Boiro, en la provincia de La Coruña, Galicia.

## Entidades de población
Entidades de población que forman parte de la parroquia:
- La Iglesia (A Igrexa)
- Armada (A Armada)
- Arujo (O Aruxo)
- Bealo
- Beluso
- Boimazán
- Candosa (A Candosa)
- Costa (A Costa)
- Galea (A Galea)
- Hermide (Ermide)
- Landeiras
- Loimar
- Monte (O Monte)
- Molinos (Os Muíños)
- Puente Beluso (A Ponte Beluso)
- Valiño (O Valiño)
- Jián (Xián)
- Bico de Mar
- A Casilla
- San Ramón

## Demografía

### Parroquia
| Gráfica de evolución demográfica de Bealo (parroquia) entre 2000 y 2018 |
|                                                                         |
| Datos según el nomenclátor publicado por el INE.                        |

### Aldea
| Gráfica de evolución demográfica de Bealo (aldea) entre 2000 y 2018 |
|                                                                     |
| Datos según el nomenclátor publicado por el INE.                    |